# Essingen (Nadrenia-Palatynat)
Essingen – miejscowość i gmina w Niemczech, w kraju związkowym Nadrenia-Palatynat, w powiecie Südliche Weinstraße, wchodzi w skład gminy związkowej Offenbach an der Queich.